# Fipronil-Skandal 2017

Strukturformel Fipronil

Der Fipronil-Skandal ist ein im Sommer 2017 aufgedeckter, mehrere Staaten betreffender Lebensmittelskandal um mit dem Insektizid Fipronil belastete Hühnereier und Ei-Produkte. Von den zuständigen Behörden wurde spät und unzureichend informiert; behördliche Informationen über das Ausmaß des Skandals wurden nur sukzessive bekannt gegeben.

## Bekanntwerden der Fipronil-Belastung in Belgien
Das Insektizid Fipronil, ein Kontaktgift gegen Hautparasiten wie Tierläuse, Milben, Zecken, Schaben und Flöhe, wurde 2017 vermutlich von einem belgischen Hersteller dem zur Verwendung in der Hühnerzucht und -produktion zugelassenen Desinfektions- und Reinigungsmittel Dega-16 aus Eukalyptusöl, Menthol und anderen ätherischen Ölen zur „Produktverbesserung“ beigemischt und gelangte über das Hühnerfutter, Haut und Federn in die Nahrungskette.
Laut der Zeitung de Volkskrant hatte ein niederländischer Geflügelbetrieb bereits im Juni 2016 das Reinigungsmittel angewendet, weshalb Fipronil-kontaminierte Eier möglicherweise bereits seit mehr als einem Jahr im Verkehr waren; ein Nachweis über den genauen Zeitpunkt war später nicht mehr möglich.

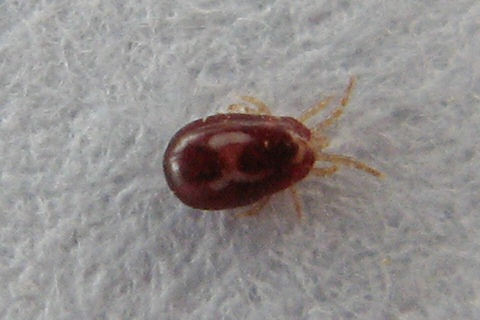
Rote Vogelmilbe (Blutlaus)

In Belgien war die Kontamination Anfang Juni 2017 zuerst durch Eigenkontrollen eines Eierverarbeiters aufgefallen und der Föderalagentur für die Sicherheit der Nahrungsmittelkette gemeldet worden. Diese Behörde führte zunächst eigene Überprüfungen durch und veranlasste die Einleitung von Betrugsermittlungen, darunter eine Durchsuchung des Lieferunternehmens; um die Ermittlungen nicht zu gefährden, erfolgte erst am 20. Juli eine Meldung an das Europäische Schnellwarnsystem. Diese Verzögerung der Verbraucherinformation wurde von verschiedenen Seiten kritisiert. Die niederländische Behörde für Lebensmittelsicherheit (NVWA) bestritt, schon seit Ende 2016 über Fipronil in niederländischen Hühnereiern informiert gewesen zu sein. Allerdings habe es einen anonymen Hinweis gegeben, dass das Insektengift bei der Reinigung von Ställen zur Bekämpfung der Blutlaus eingesetzt worden sei. Die Rote Vogelmilbe (Dermanyssus gallinae), umgangssprachlich auch Blutlaus genannt, ernährt sich vom Blut verschiedener Vogelarten und gilt in Europa als einer der wirtschaftlich bedeutendsten Schädlinge in der Geflügelzucht.
Das mit Reinigungsarbeiten in Hühnerställen beauftragte niederländische Unternehmen ChickFriend hatte das Mittel vom belgischen Lieferanten Poultry-Vision bezogen. Bei der Durchsuchung des Lieferunternehmens, das auch mit Insektiziden handelt, sollen größere Mengen Fipronil gefunden worden sein. Nach Aussage des Lieferanten sei das belieferte Reinigungsunternehmen korrekt über das Mittel informiert worden. Der Lieferant soll das Fipronil von einem Hersteller aus Rumänien bezogen haben.

## Bekanntwerden der Fipronil-Belastung in weiteren Ländern
Im Juni, Juli und August 2017 wurde in Hühnereiern aus den Niederlanden, Belgien und Deutschland Fipronil nachgewiesen, obwohl die Verwendung dieses Insektizids bei Tieren, die der Lebensmittelerzeugung dienen, verboten ist. Kurz darauf wurde der Stoff auch in der Schweiz und in Schweden in importierten Eiern nachgewiesen. Bis zum 5. August 2017 wurden in Deutschland in 14 Bundesländern Fipronil-belastete Eier bzw. entsprechende Produkte gefunden. Die Discounter Aldi Nord und Aldi Süd nahmen am 4. August alle Eier aus ihrem Sortiment. Der Discounter akzeptierte nur noch Lieferungen von Eiern, für die ein negativer Laborbefund aus einem akkreditiertem Labor oder einer amtlichen Probenahme vorlagen. Am Abend des gleichen Tages wurden durch den Feinkostsalathersteller MAYO (Teil der Wernsing-Gruppe) außerdem erstmals verarbeitete Produkte zurückgerufen, in denen Fipronil-belastete Eier verwendet worden waren.
Am 11. August 2017 gab die Europäische Kommission bekannt, dass die mit Fipronil belasteten Eier weiter verbreitet worden waren, als zunächst angenommen. Betroffen waren zu diesem Zeitpunkt 15 EU-Mitgliedsstaaten, die Schweiz und Hongkong. Allein nach Dänemark waren 20 Tonnen belastete Eier geliefert worden. Die Belastung mit dem Insektengift war nach Angaben der zuständigen Behörden nicht gesundheitsschädlich, aber zu hoch für den Verkauf. Belastete Eier gelangten außerdem unter anderem nach Frankreich, Österreich, Luxemburg und in das Vereinigte Königreich. Einen Tag später, am 12. August 2017, wurden auch in Spanien Eier entdeckt, die mit Fipronil belastet waren.

## Risikobewertung und weitere Reaktionen
Für Fipronil gibt es keine Zulassung für Nutztiere, die zur Lebensmittelproduktion gehalten werden. Es ist demnach verboten, es dort zur Stallreinigung einzusetzen. Gemäß Verordnung (EG) 396/2005 über Rückstandshöchstmengen gilt ein Grenzwert von 0,005 mg/kg bezogen auf Fipronil und dessen Metabolit Fipronil-Sulfon, der nicht überschritten werden darf.
Nach Angaben des Bundesinstituts für Risikobewertung (BfR) vom 3. August 2017 war es für alle Bevölkerungsgruppen unwahrscheinlich, dass von in Deutschland gefundenen Hühnereiern eine Gesundheitsgefahr ausgehe, weil die bisher gemessenen Rückstände dafür zu gering seien. Den bisher höchsten gemessenen Fipronilgehalt wies laut BfR eine Probe aus Belgien mit 1,2 mg pro kg Ei auf; dies entspricht dem 1,6-fachen Grenzwert der akuten Referenzdosis (ARfD) für Kinder von 0,72 mg pro kg Ei. Basierend auf dem deutschen Verzehrsmodell (NVS II-Modell) ergibt sich für keine der untersuchten Verbrauchergruppen eine Überschreitung der ARfD durch den Verzehr von mit Fipronil belasteten Hühnereiern oder kontaminiertem Hühnerfleisch. Die bisher in Deutschland ermittelten Analysengehalte für Hühnerfleisch liegen laut BfR deutlich niedriger als in Eiern, in Höhe von 0,0015 bis 0,0156 mg/kg. Nach Angaben eines Verbraucherschützers könnte ein Erwachsener mit einem Körpergewicht von 65 kg sieben, ein Kind mit 16 kg täglich 1,7 fipronilbelastete Eier ohne Risiko für seine Gesundheit verzehren. Die allgemeine Ernährungsempfehlung für (unbelastete) Eier beläuft sich auf nur drei Eier pro Woche.
Die belgische Lebensmittelbehörde FAVV verkündete am 3. August, dass die bis dahin untersuchten Eier keine Hinweise auf Risiken für die Volksgesundheit ergaben, da die europäischen Grenzwerte nicht überschritten worden seien.
Alle Erzeugungsbetriebe und Packstellen, die Dega-16 bezogen hatten, wurden vorsorglich gesperrt, bis geklärt ist, ob ihre Erzeugnisse Fipronil enthalten. Betroffen von der Sperrung waren etwa 180 (nach anderen Angaben 100) Betriebe in den Niederlanden, einer in Belgien und einige in Niedersachsen mit insgesamt mehreren Millionen kontaminierten Eiern. Die niederländische Lebensmittelkontrollbehörde Nederlandse Voedsel- en Warenautoriteit (NVWA) rief die Bevölkerung auf, Eier der betroffenen Betriebe nicht zu verzehren, da eine gesundheitliche Gefährdung vor allem für Kinder nicht auszuschließen sei. Einige große Lebensmittelketten nahmen vorerst sämtliche niederländische Eier aus dem Verkauf.
Der Deutsche Bauernverband forderte umgehend Schadensersatz für die von der illegalen Fipronilverwendung betroffenen Hühnerbetriebe, einem gesperrten Betrieb entstehe durchschnittlich ein Umsatzverlust von ca. 4.000 Euro täglich. Niederländische Geflügelhalter rechneten mit Verlusten in Millionenhöhe: Von den ca. 10 Milliarden jährlich dort produzierten Hühnereiern ginge der Großteil der exportierten Eier (60 bis 70 %) nach Deutschland.
Der deutsche Landwirtschaftsminister Christian Schmidt (CSU) wies die Kritik z. B. von Bündnis 90/Die Grünen-Fraktionschefin Katrin Göring-Eckardt der Untätigkeit des Bundesministeriums damit zurück, dass für die Lebensmittelüberwachung die Länder zuständig seien.